# 신권 (예수 그리스도 후기성도 교회)
신권(神權, Priesthood)은 기독교의 핵심 교리 및 핵심 기능의 하나이다. 신권에 대해 모르몬교(몰몬교)로 불리는 예수 그리스도 후기성도 교회의 표준 경전인 성경, 몰몬경, 교리와 성약에 계시 또는 영감받은 기록으로 나타나 있다.

## 정의
신권(神權)은 하나님이 사람의 구원을 위한 모든 일을 행하도록 사람에게 주신 권세와 권능을 말한다.(교성 50:26~27) 신권을 지닌 교회의 남자 회원들은 정원회로 조직되며 또 교회에서 의식 및 일정한 관리 기능을 수행하도록 권세를 받는다.
아론 신권(소신권)과 멜기세덱 신권(대신권)이 있으며, 합당한 신권을 지닌 신권 소유자가 감독이 지명하는 절차에 따라 다른 합당한 사람에게 안수 성임함으로써 신권은 다른 사람에게 부여된다.
예수 그리스도 후기성도 교회에서는 고대에 지상에 있었던 이 신권이 천사들의 성역에 의해 현대에 다시 지상에 회복되었음을 선언하고 있다. 즉, 침례 요한이 영광스러운 부활한 천사의 몸으로 몰몬경을 번역하던 조셉 스미스와 필기자인 올리버 카우드리에게 1829년 5월 15일 나타나 아론 신권을 성임했다고 하며, 이 교회에서는 이 날을 신권 회복 기념일로 정하여 매년 이를 기념하고 있다고 한다. 그리고 그 달 말경에 베드로, 야고보, 요한이 이들에게 나타나 멜기세댁 신권을 성임하였다고 천명하고 있다.

## 아론 신권(神權)(Aaronic Priesthood)
소신권(히 7:11~12; 교성 107:13~14)을 말한다.
그 직분에는 감독, 제사, 교사, 집사가 있다(교성 84:30; 107:10, 14~15, 87~88).
고대, 모세의 율법 아래에서는 제사장, 제사, 그리고 레위인이 있었다.
고대의 이스라엘인들이 하나님을 거역하였기 때문에 아론 신권이 모세에게 계시되었다.
그들은 성결하게 되는 것과, 멜기세덱 신권과 그 의식을 받는 것을 거부하였다(교성 84:23~25).
아론 신권은 율법과 복음의 현세적 및 외형적 의식을 다룬다(대상 23:27~32; 교성 84: 26~27; 107:20).
그것은 천사의 성역과 회개의 복음과 침례에 대한 열쇠를 지니고 있다(교성 13).
아론 신권은 이 경륜의 시대인 1829년 5월 15일 부활한 영광스러운 신분인 침례 요한에 의해 지상에 회복되었다.
그는 펜실베이니아주 하모니 인근의 사스케하나 강 둑에서 조셉 스미스와 올리버 카우드리에게 이 신권을 부여하였다(교성 13; 조역 1:68~73).

### 아론 신권에 관한 성구
그는 영원한 신권의 성약을 지닐 것임,(민 25:13.) 주께서 레위의 아들들을 청결하게 하되 그들을 연단할 것임,(말 3:3, 3니 24:3). 이 존귀는 아무도 스스로 취하지 못함,(히 5:4.) 온전함은 레위 계통의 제사 직분으로 말미암아 오는 것이 아님,(히 7:11.) 이 신권은 레위의 아들들이 제물을 바칠 때까지 결코 다시는 땅에서 거두어지지 아니하리라,(교성 13:1.) 조셉 스미스와 올리버 카우드리가 아론 신권에 성임됨,(교성 27:8.) 소신권은 천사의 성역의 열쇠를 지니고 있느니라,(교성 84:26, 교성 13:1). 두 신권이 있나니 곧 멜기세덱 신권과 아론 신권이니라,(교성 107:1.) 둘째 신권은 아론의 신권이라 일컫느니라,(교성 107:13.)

## 멜기세댁 신권(神權)(Melchizedek Priesthood)
멜기세덱 신권은 보다 높은 신권, 즉 대신권이다. 아론 신권은 소신권이다. 멜기세덱 신권은 교회의 영적인 축복의 열쇠들을 갖고 있다. 보다 높은 신권의 의식을 통하여 경건의 능력이 사람들에게 나타난다(교성 84: 18~25; 107:18~21).
하나님은 이 대신권을 아담에게 처음으로 나타내었다. 모든 경륜의 시대의 족장과 선지자들은 이 권세를 가지고 있었다(교성 84:6~17). 그것은 처음에 하나님의 아들의 반차를 따른 성신권이라 불리었다. 그것은 훗날에 멜기세덱 신권으로 일컬어지게 되었다(교성 107:2~4).
이스라엘 자손이 멜기세덱 신권의 특권과 성약에 따라서 살지 않았을 때, 주께서 보다 높은 율법을 거두어 가셨으며, 소신권 및 보다 낮은 율법을 그들에게 주셨다(교성 84:23~26). 이러한 것들이 아론 신권 및 모세의 율법이라 불리었다. 예수가 지상에 왔을 때, 그는 멜기세덱 신권을 유대인에게 회복하였으며 또 그들 가운데 교회를 세우기 시작하였다. 하지만 신권과 교회는 배도를 거치면서 다시 사라지게 되었다. 그것은 훗날 조셉 스미스 이세를 통하여 회복되었다(교성 27:12~13; 128:20; 조역 1:73).
멜기세덱 신권에는 장로, 대제사, 축복사, 칠십인, 그리고 사도의 직분이 있다(교성 107). 멜기세덱 신권은 지상에 있는 하나님의 왕국의 일부로 항상 있을 것이다.
예수 그리스도 후기 성도 교회의 회장은 대신권 즉 멜기세덱 신권의 회장이며 그는 지상에 있는 하나님의 왕국에 관련된 모든 열쇠를 지닌다. 회장의 부름은 한 시기에 오직 한 사람에게 주어지며, 그는 모든 신권의 열쇠를 행사하도록 권세를 받은 지상에서 유일한 사람이다(교성 107:64~67; 교성 132:7).

### 멜기세댁 신권에 관한 성구
그리스도는 멜기세덱의 서열을 따라 영원히 제사장이 되실 것임,(시 110:4, 히 5:6, 10; 7:11).
멜기세덱 신권이 복음을 관리함,(히 7, 교성 84:18~25.) 멜기세덱이 큰 신앙을 행사하여 대신권의 직분을 받아,(앨 13:18.) 멜기세덱 신권이 조셉 스미스와 올리버 카우드리에게 부여됨,(교성 27:12~13, 조역 1:72). 이 신권은 맹세와 성약으로 받음,(교성 84:33~42.) 거기에는 두 가지 구분 곧 큰 항목이 있나니－멜기세덱 신권과 아론 신권이니라,(교성 107:6.) 멜기세덱 신권은 모든 영적 축복을 집행하는 권리를 지님,(교성 107:8~18.) 모세, 일라이어스, 그리고 엘리야가 조셉 스미스와 올리버 카우드리에게 신권 열쇠를 주었음,(교성 110:11~16.) 이제 내가 너희에게 나의 신권에 속한 역원들을 주어 너희로 신권의 열쇠들을 지니게 하노니,(교성 124:123.)

## 신권 관련 성구
- 그들이 기름 부음을 받았은즉 영영히 제사장이 되리라, 출 40:15(민 25:13).
- 내가 너희를 세웠나니, 요 15:16.
- 너희는 신령한 집, 곧 거룩한 신권으로 세워질 것임, 벧전 2:5.
- 너희는 택하신 족속이요 왕 같은 제사장들이요, 벧전 2:9(출 19:6).
- 사람들이 그들의 지극한 신앙과 선행으로 인해 대제사로 부름 받음, 앨 13:1~12.
- 내가 네게 침례할 권능을 주노니, 3니 11:21.
- 너희가 성신을 줄 권능을 갖게 되리라, 모로 2:2.
- 나는 선지자 엘리야의 손으로 너희에게 신권을 드러내리라, 교성 2:1(조역 1:38).
- 주는 또한 아론과 그의 후손에게 신권을 확인해 주었나니, 교성 84:18.
- 이 대신권은 복음을 베풀며, 교성 84:19.
- 그가 모세를 그들 가운데서 데려갔고, 성신권도 또한 그리하였느니라, 교성 84:25.
- 신권의 맹세와 성약이 서술됨, 교성 84:33~42.
- 신권은 너희 조상들의 혈통을 통하여 너희와 함께 계속되어 왔나니, 교성 86:8.
- 교회에는 두 가지 신권이 있나니, 교성 107:1.
- 첫째 신권은 하나님의 아들의 반차를 좇는 성 신권임, 교성 107:2~4.
- 신권의 권리는 하늘의 권능과 불가분하게 연계되어 있고, 교성 121:36.
- 신권으로 말미암아 어떠한 권능이나 영향력도 유지될 수 없고 또 되어서도 아니 되며, 교성 121:41.
- 교회의 모든 충실하고 합당한 남성 회원은 신권을 받을 수 있음, 선2.
- 우리는 사람이 하나님으로부터 부름을 받아야 함을 믿는다, 신개 1:5.